# Мара Балсамова
Мара Георгиева Балсамова е българска пианистка и клавирна педагожка, дългогодишен преподавател в Българската държавна консерватория.

## Биография
Родена е на 2 декември 1903 година в София. През 1927 година се дипломира във Виенската консерватория като студентка в класа на П. Вайнгартен. През сезона 1927/1928 година концертира в България, но се връща във Виена и до 1931 година концертира там и се занимава с преподавателска дейност.
След завръщането си в България работи като частен клавирен педагог. От 1934 до 1938 успоредно с това е и преподавател в частната консерватория на Димитър Радев. От 1938 година е на щат в Държавната консерватория. През 1951 година става доцент в Консерваторията, а от 1967 година е професор.
Сред учениците на Мара Балсамова са пианисти като Еми Бехар, Иван Евтимов, Петър Ступел, Серафима Дятчин, Светла Бешовишка, Юлика Бехар, Пламен Джуров, Божидар Ноев, Адорея Божинова, Емилия Михайлова и други.
Самостоятелно или в съавторство Мара Балсамова е съставител на няколко сборника с клавирни пиеси, като „Малкият пианист“ (заедно с Лидия Кутева и Мара Петкова, 1957, преиздания 1960, 1963, 1968, 1982), „Сонатини за пиано“ (1958, 1965), „Из албума за Анна Магдалена Бах“ (1958, 1965, 1992, 1995), „Нова музика за пиано“ (1960, 1961).
През 1983 година е удостоена с орден „Народна република България“ – I степен.
Балсамова почива на 15 август 1985 година в София. В Централен държавен архив на Държавна агенция „Архиви“ се съхранява архивът ѝ във фонд № 1317К.

## Семейство
Балсамова е съпруга на столичния адвокат Стефан Нотев; техният син е известният диригент Георги Нотев (1942 – 2008).